# Тарасов, Павел Тимофеевич
Павел Тимофеевич Тарасов (1914—1944) — лётчик-истребитель, ас, участник Советско-финской войны, участник Великой Отечественной войны, Герой Советского Союза, майор, сбивший 32 самолёта противника, из них два — воздушным тараном, воевавший в составе 3-го истребительного авиационного корпуса.

## Биография
Родился в 1914 году в посёлке Игрень (ныне в черте города Днепр) в семье рабочего. Русский. Окончил 7 классов, учился в железнодорожном техникуме города Днепропетровска. В РККА с 1934 года.
Окончил Ворошиловградскую военную авиационную школу пилотов в 1936 году. Был направлен для дальнейшего прохождения службы в истребительную авиацию в 106-ю истребительную эскадрилью (28 апреля 1938 года приказом командующего ВВС РККА переименована в 15-й истребительный авиационный полк имени Ф. Э. Дзержинского). Принимал участие в Польском походе РККА осенью 1939 года в составе полка. С 28 февраля 1940 года участвовал в Советско-финской войне.
Член ВКП(б) с 1940 года. Прошёл все ступени от младшего лётчика до командира звена. Освоил самолёты И-153, И-15 бис, МиГ-3.
В боях Великой Отечественной войны с 22 июня 1941 года. Занимал должность заместителя командира авиационной эскадрильи в звании старшего лейтенанта. Первый свой воздушный бой провёл на глазах у всех лётчиков и техников полка 22 июня 1941 года над аэродромом, сбив Xs-126 (Хш-126). Воевал на Северном, Ленинградском, Брянском, Воронежском, Сталинградском, Северо-Кавказском и Южном фронтах.
В характеристиках на Тарасова отмечается его высокая степень готовности применять новые приёмы и методы боя. Так, воюя на истребителе МиГ-3 первым из лётчиков решил подвешивать на самолёт-истребитель бомбы весом в 50 кг для бомбометания по войскам противника, первым на Северном фронте 1 июля 1941 года применил радиосвязь, с помощью которой был наведён генерал-лейтенантом авиации Куцеваловым с командного пункта на разведчик Хе-111 и сбил его.

### Первый воздушный таран П. Т. Тарасова
5 июля 1941 года заместитель командира эскадрильи 15-го истребительного авиационного полка 8-й смешанной авиационной дивизии старший лейтенант Тарасов П. Т., будучи ведущим группы из четырёх МиГ-3, выполняя задание по бомбометанию мотопехоты в районе города Остров Псковской области успешно выполнила штурмовку вражеских войск. После выполнения задания группа Тарасова была внезапно атакована группой Ме-109 в составе 12 самолётов. Тарасов вступил в воздушный бой с превосходящими силами противника. Самолёт Тарасова был атакован семью Ме-109. Завязался воздушный бой, в котором Тарасов был ранен в обе руки и ногу, из боя не вышел. Тарасов поразил два самолёта Ме-109, расстреляв весь боезапас ударом крыла разнёс хвостовое оперение третьего самолёта врага. Так Тарасов совершил свой первый воздушный таран, сбив при этом в одном воздушном бою третий самолёт. Сам после тарана выпрыгнул из падающей машины. Приземлился на парашюте в расположении своих войск. Воздушный бой истребителя наблюдали тысячи бойцов. Тяжелораненого Тарасова подобрали танкисты, устроив ему бурное чествование. Командир танкового корпуса лично отвёз раненого лётчика в госпиталь на своем броневике.
После воздушного тарана Тарасов проходил лечение в госпиталях. Вернулся в полк после ранения.

### После ранения
15-й истребительный авиационный полк к тому времени после напряжённых воздушных боёв первых дней войны, потеряв много самолётов и личного состава, 12 июля 1941 года был выведен в тыл в город Рязань на переформирование. С 15 августа 1941 года полк приступил к ведению боевых действий на Ленинградском фронте. После выздоровления прибыл в свой полк и за короткий период времени выполнил 120 боевых вылетов. Приказом вышестоящего начальника Тарасов исполнял обязанности командира полка, лично водил группы в бой. П. Т. Тарасов 8 сентября 1941 года в одном из боёв получил ранение в грудь, но продолжал вести воздушный бой раненым. После приземления был отправлен в тыловой госпиталь.
В конце декабря 1941 года (20.12) Тарасов вместе с другими лётчиками в составе полка был отправлен в тыл на переформирование и переучивание на новый тип самолётов — Ла-5 и ЛаГГ-3.

### 1942 год
По окончании переучивания полк в составе двух эскадрилий (21 самолёт ЛаГГ-3) прибыл на Брянский фронт и влился в состав 266-й истребительной авиационной дивизии, где принимал участие в боевых действиях с 9 июня по 25 августа 1942 года. 28 июня 1942 года в воздушном бою погибает командир 15-го истребительного авиационного полка Герой Советского Союза Владимир Николаевич Калачёв. Капитана Тарасов назначают исполняющим обязанности командира полка.

По состоянию на 15 июля 1942 года П. Т. Тарасов произвёл штурмовок по аэродромам и наземным войскам противника — 34, вылетов на перехват самолётов противника — 30, на сопровождение своих бомбардировщиков — 20, на патрулирование и прикрытие своих войск — 58, на разведку в тылу противника — 4. Провёл 26 воздушных боёв, уничтожил самолётов противника лично — 10 и в группе — 1. Уже с 4 сентября 1942 года Тарасов в составе 15-го истребительного авиационного полка принимал участие в боях на Сталинградском фронте в составе 287-й истребительной авиационной дивизии на самолётах ЛаГГ-3 и Ла-5. 8 сентября 1942 года в воздушном бою с превосходящим противником сбил один Ме-109. Расстреляв весь боезапас на глазах представителя Ставки ВГК, командования армии и наших войск, своего полка таранил Хе-111. Приземлился на своём самолёте.
Всего на Сталинградском фронте за период со 2 сентября 1942 года по 26 декабря 1942 года произвёл 27 боевых вылетов, сбил 3 самолёта противника.
Через 20 дней после начала боевых действий на Сталинградском фронте полк остался без самолётов и практически без лётчиков. Получив пополнение, 15 октября 1942 года полк перебазировался в район железнодорожной станции Сайхин. Здесь молодые лётчики выполняли тренировочные полёты, и полк выполнял задачу по охране железной дороги, имевшей стратегическое значение. С 24 октября до 26 декабря 1942 года полк под руководством Тарасова действовал на Сталинградском фронте с аэродрома Столяров в составе 226-й штурмовой авиационной дивизии, осуществлял прикрытие штурмовиков. В начале ноября полк лишился значительного количества самолётов. И снова командир полка капитан Тарасов с группой из десяти лётчиков убыл за самолётами. К активным действиям полк приступил с 19 ноября 1942 года.
С 4 сентября по 26 декабря 1942 года лётчики 15-го истребительного авиационного полка одержали 26 побед, большую часть из них — на Ла-5.
26 декабря 1942 года капитан Тарасов переведён в 812-й истребительный авиационный полк на должность помощника командира по воздушно-стрелковой службе. К этому времени он совершил 146 боевых вылетов, в воздушных боях сбил лично 10 и в группе 1 самолёт противника.

### 1943 год
В составе 812-го истребительного авиационного полка капитан Тарасов принял участие в боях за Кубань с 20 апреля 1943 года. Воевал против асов эскадры УДЕТ. Сбил 5 самолётов противника и один принудил к посадке на свой аэродром. Лётчик 52-й эскадры был пленён, а на повреждённый Ме-109Ф приехал взглянуть командир 3-го истребительного авиационного корпуса Е. Савицкий. Через несколько дней этот самолёт был восстановлен и позднее экспонировался в Москве на выставке трофейного оружия. За этот подвиг Тарасов награждён орденом Отечественной войны I степени.
В июне 1943 года полк бы выведен на переформирование в тыл. Полк получил новые самолёты Як-1, а особо отличившиеся воины — Як-9Т. К боевым действиям вернулся уже к началу сентября 1943 года в Крыму и Южной Украине. По состоянию на 17 декабря 1943 года Тарасов выполнил боевых вылетов — 235, провёл воздушных боёв — 81, штурмовок по наземным целям — 48, сбил самолётов противника — 24, выполнил воздушных таранов — 2. «За лично сбитых 24 самолётов противника, из них 2 тарана и за боевые заслуги перед Родиной и проявленные при этом героизм, храбрость и мужество…» представлен к званию Герой Советского Союза.

### 1944 год
Звание Героя Советского Союза присвоено 13 апреля 1944 года (медаль «Золотая Звезда» № 1313).
В начале апреля 1944 года переведён на должность временно исполняющего обязанности командира 274-го истребительного авиационного полка 278-й истребительной авиационной дивизии (3-й истребительный авиационный корпус, 1-я воздушная армия, 3-й Белорусский фронт). Полк был выведен в район Курска на пополнение авиационной техникой и лётным составом.
С приходом назначенного на должность командира полка 24 мая 1944 года Тарасов переведён на должность инспектора по технике пилотирования 265-й истребительной авиационной дивизии 3-го истребительного авиационного корпуса. К 22 июня 1944 года дивизия Тарасова перебазировалась в составе 3-го истребительного авиационного корпуса 1-й воздушной армии в Белоруссию, а с 23 июня приступила к освобождению Белоруссии. В конце июля полки дивизии базировались в Прибалтике. 29 июля 1944 года во время облёта после ремонта самолёта Як-1Б при выполнении фигуры высшего пилотажа вследствие возникшей перегрузки у самолёта отвалилось крыло ввиду конструктивно-производственного недостатка. В сложной ситуации и при малом запасе высоты лётчик майор Тарасов выпрыгнул из кабины, но зацепился стропами парашюта за киль самолёта вследствие вращения самолёта.
Инспектор по технике пилотирования 265-й истребительной авиационной дивизии 3-го истребительного авиационного корпуса Герой Советского Союза майор Тарасов погиб.
Похоронен на площади сельскохозяйственного института в селе (ныне город) Вяпряй Укмергского района Литвы.

### Должности
| Период                  | Должность                                                             | Место службы |
| ----------------------- | --------------------------------------------------------------------- | --- |
| 1934 −1936              | курсант                                                               | Ворошиловградская военная авиационная школа пилотов                                                                                    |
| 1936 — 22.06.1941       | младший лётчик, лётчик, старший лётчик, командир звена                | 106-я истребительная эскадрилья 40-й авиационной бригады (с 1938 года — 15-й истребительный авиационный полк имени Ф. Э. Дзержинского) |
| 22.06.1941 — 28.06.1942 | заместитель командира авиационной эскадрильи, штурман полка           | 15-й истребительный авиационный полк имени Ф. Э. Дзержинского                                                                          |
| 28.06.1942 — 28.12.1942 | ио командира полка                                                    | 15-й истребительный авиационный полк имени Ф. Э. Дзержинского                                                                          |
| 28.12.1942 — 01.04.1943 | заместитель командира авиационной эскадрильи, штурман полка           | 15-й истребительный авиационный полк имени Ф. Э. Дзержинского                                                                          |
| 01.04.1943 — 09.11.1943 | командир звена                                                        | 812-й истребительный авиационный полк                                                                                                  |
| 09.11.1943 — 01.04.1944 | помощник командира полка по воздушно-стрелковой службе                | 812-й истребительный авиационный полк                                                                                                  |
| 01.04.1944 — 24.05.1944 | ио командира полка                                                    | 274-й истребительный авиационный полк (второго формирования)                                                                           |
| 24.05.1944 — 29.07.1944 | инспектор по технике пилотирования истребительной авиационной дивизии | 265-я истребительная авиационная дивизия                                                                                               |

К моменту гибели майор П. Т. Тарасов выполнил около 300 боевых вылетов, провёл около 100 воздушных боёв, сбил 32 самолёта противника: 31 лично и 1 в группе.

## Участие П. Т. Тарасова в операциях и сражениях
- Воздушное сражение на Кубани с 17 апреля 1943 года по 7 июня 1943 года;
- Донбасская операция с 1 сентября 1943 года по 22 сентября 1943 года;
- Мелитопольская операция с 26 сентября 1943 года по 5 ноября 1943 года;
- Никопольско-Криворожская операция с 30 января 1944 года по 29 февраля 1944 года;
- Крымская операция с 8 апреля 1944 года по 12 мая 1944 года;
- Белорусская операция «Багратион» с 23 июня 1944 года по 29 августа 1944 года;
- Вильнюсская операция с 5 июля 1944 года по 20 июля 1944 года.

## Воздушные победы П. Т. Тарасова
| Дата          | Противник         | Место ведения воздушного боя | Свой самолёт |
| ------------- | ----------------- | ---------------------------- | --- |
| 22.06.1941 г. | 1 Xs-126 (Хш-126) | Каунас — Поцунай             | МиГ-3 |
| 01.07.1941 г. | 1 Ме-110          | Псков — Остров               | МиГ-3 |
| 03.07.1941 г. | 1 Хе-111          | Псков                        | МиГ-3 |
| 05.07.1941 г. | 3 Ме-109          | Остров                       | МиГ-3 |
| 24.08.1941 г. | 1 Ме-110          | Лисино — Красногвардейск     | МиГ-3 |
| 25.08.1941 г. | 1 Ме-109          | аэродром Спасская Полисть    | МиГ-3 |
| 26.08.1941 г. | 1 Ме-109          | нет данных                   | МиГ-3, сбит в составе звена |
| 27.08.1941 г. | 1 Ме-109          | нет данных                   | МиГ-3 |
| 29.08.1941 г. | 1 Ме-109F2        | южнее Чудово                 | МиГ-3. Самолет Ме-109F2 в литературе и донесениях встречался как Ме-115                                                                         |
| 09.09.1942 г. | 1 Ме-109          | Бекетовка                    | Ла-5 |
| 09.09.1942 г. | 1 Хе-111          | Бекетовка                    | Ла-5 |
| хх.09.1942 г. | 1 нет данных      | Песчанка                     | Ла-5 |
| 26.05.1943 г. | 1 Ме-109          | Крымская — Киевское          | Ла-5 |
| 26.05.1943 г. | 1 FW-190          | Крымская — Киевское          | Ла-5, сбитый Fw-190A (LN-A) из 5./Sch.G.1,летчик лейтенант Вальтер Шульце (Lt Walter Schulze) погиб                                             |
| 27.05.1943 г. | 1 Мe-109          | Киевское                     | Ла-5 |
| 28.05.1943 г. | 1 Ju-87           | Киевское                     | Ла-5 |
| 28.05.1943 г. | 1 Ме-109          | Киевское                     | Ла-5 |
| 28.05.1943 г. | 1 Ме-109          | Киевское                     | Ла-5 в группе |
| 28.05.1943 г. | 1 Ме-109          | аэродром Славянская          | Ла-5 принуждение к посадке на аэродром Bf-109G-4/R6 (Wr.N 14997) Лётчик унтер-офицер Херберт Майсслер (Uffz Herbert Meissler) из 7./JG52 пленен |
| 03.10.1943 г. | 1 Ме-109          | Большой Токмак               | Як-9Т |
| 28.10.1943 г. | 1 Hs-129          | юж. Верхняя Торгаевка        | Як-9Т |
| 29.10.1943 г. | 1 Ju-87           | Верхняя Торгаевка            | Як-9Т |
| 29.10.1943 г. | 1 Ju-87           | Малая Благовещенка           | Як-9Т |
| 28.11.1943 г. | 1 Мe-109          | сев. Верхний Рогачик         | Як-9Т |
| 01.03.1944 г. | 1 Ju-87           | Таюк-Тюбе                    | Як-9Т |
| 14.03.1944 г. | 1 FW-190          | Тархан                       | Як-9Т |
| 14.03.1944 г. | 1 Ме-109          | Чучак                        | Як-9Т |
| 01.04.1944 г. | 1 FW-190          | Джарак                       | Як-9Т в составе 274-го иап |
| 15.04.1944 г. | 1 Ме-109          | Инкерман                     | Як-9Т в составе 274-го иап |
| 21.04.1944 г. | 1 FW-190          | мыс Херсонес                 | Як-9Т в составе 274-го иап |
| 24.04.1944 г. | 1 Ме-109          | Ново — Ишунь                 | Як-9Т в составе 274-го иап |
| 05.05.1944 г. | 1 FW-190          | юж. Бартеньевка              | Як-9Т в составе 274-го иап |

Итого сбито — 32, из них лично — 30, в группе — 2, принуждён к посадке — 1.

### Сбитые самолёты по типам[2]
| Bf-109 | Bf-109F | Bf-110 | Xs-126 | Xs-129 | Xe-111 | Ju-87 | Ju-88 | FW-189 | FW-190 | FW-189 |
| ------ | ------- | ------ | ------ | ------ | ------ | ----- | ----- | ------ | ------ | ------ |
| 11     | 5       | 2      | 1      | 1      | 2      | 3     | 1     | 1      | 5      | 1      |

## Эпизоды боев Тарасова
- 25.06.1942 г. Воздушные бои. Внешняя ссылка.
- 09.09.1942 г. Воздушный бой. Внешняя ссылка.
- 01.12.1942 г. Разбрасывание листовок. Внешняя ссылка.
- 28.05.1943 г. Принуждение «мессера» к посадке. Внешняя ссылка.
- 28.11.1943 г. Воздушные бои. Внешняя ссылка.

## Награды
- Медаль «Золотая Звезда» Героя Советского Союза (№ 1313, 13.04.1944)[2];
- орден Ленина (26.11.1941)[5];
- орден Красного Знамени (14.08.1942)[4];
- Орден Красного Знамени (28.12.1943)[7];
- орден Отечественной войны 1-й степени (30.05.1943)[8];
- медали.

## Память
- На здании техникуму железнодорожного транспорта в г. Днепропетровске устроена Памятная доска Героям Советского Союза и Героям Социалистического Труда, учившимся в данном учебном заведении. Фотография Памятной доски на здании техникума. Внешнее изображение

## Семья
- Жена Тарасова Пелагея Васильевна
- Дочь Тарасова Светлана Павловна
- Сын Тарасов Геннадий Павлович